# بلرين
البَلَرِيْن هو قباء صغير يغطي الكتفين. في عالم الموضة، كان اللباس الأكثر شيوعاً من منتصف إلى أواخر القرن التاسع عشر في أوروبا وأمريكا.

## معرض صور

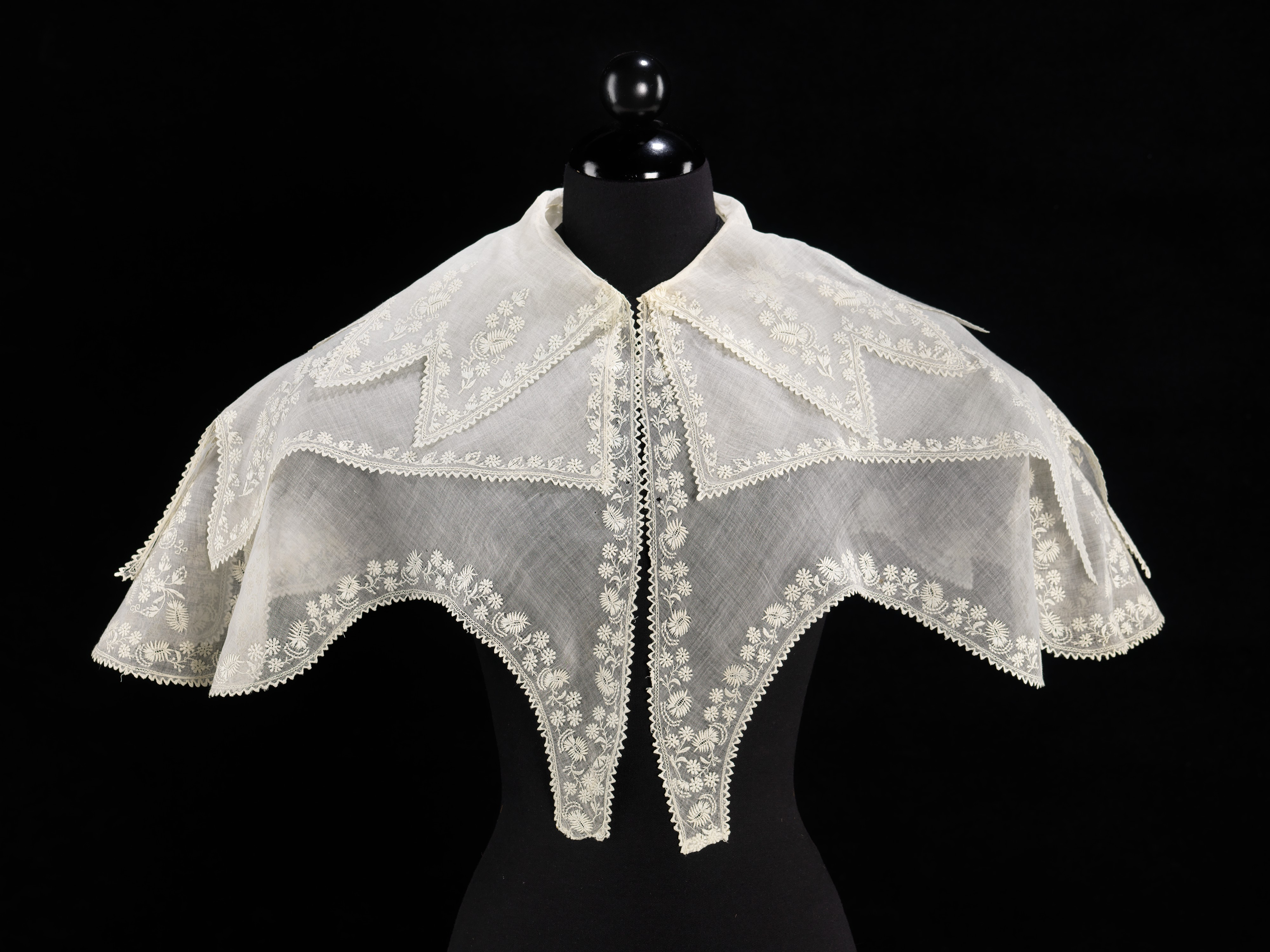